# 碘化钯
碘化钯是一种无机化合物，化学式为PdI2。碘化钯曾用于钯的沉淀法定量分析。它和氯化钯或溴化钯不同，仅微溶于过量的碘化物中。它可由四氯合钯(II)酸钾和碘化钾反应得到：
K2PdCl4 + 2 KI → PdI2↓ + 4 KCl